# Volutella nivea
Volutella nivea är en svampart som först beskrevs av Elias Fries, och fick sitt nu gällande namn av Pier Andrea Saccardo 1886. Volutella nivea ingår i släktet Volutella och familjen Nectriaceae.   Inga underarter finns listade i Catalogue of Life.